# Keith Larsen
Keith Larsen (* 17. Juni 1924 in Salt Lake City, Utah als Keith Eric Burt; † 13. Dezember 2006 in Santa Barbara, Kalifornien) war ein US-amerikanischer Schauspieler, Filmproduzent, Regisseur und Drehbuchautor.

## Leben
Larsen diente während des Zweiten Weltkriegs in der United States Navy. Nach seinem Ausscheiden aus der Navy wandte er sich dem Schauspiel zu und wurde nach verschiedenen lokalen Theaterauftritten für eine kleine Nebenrolle im Kriegsfilm Stählerne Schwingen besetzt. Es folgten mit Unternehmen Seeadler und Sturmgeschwader Komet weitere Kriegsfilme, danach spielte er vorrangig in Western, wenngleich stets in kleineren Rollen.
Ab Mitte der 1950er Jahre war Larsen in Hauptrollen verschiedener Fernsehserien zu sehen. Allerdings kam keine seiner Serien über die erste Staffel hinaus. Seine erste Serienhauptrolle hatte er als Bart Adams zwischen 1954 und 1955 in der Krimiserie The Hunter, die nach dreizehn Folgen eingestellt wurde. Im Anschluss spielte er die Titelrolle in der Westernserie Großer Adler – Häuptling der Cheyenne, die 1956 nach 24 Folgen nicht verlängert wurde. Auch die Serien Northwest Passage, in der er die historische Figur des Robert Rogers spielte sowie die Abenteuerserie The Aquanauts ereilte dasselbe Schicksal. Larsen kehrte zum Film zurück, wo er ab 1968 auch als Regisseur, Produzent und Drehbuchautor tätig war.
Larsen war drei Mal verheiratet. Seine erste Frau wurde 1953 die Schauspielerin Susan Cummings. Zwischen 1960 und 1971 war er mit Vera Miles verheiratet, aus der Ehe ging ein Sohn hervor. Seine dritte Frau heiratete er 1983, aus dieser Ehe ging ein weiterer Sohn hervor.

## Filmografie (Auswahl)

### Film
- 1951: Stählerne Schwingen (Flying Leathernecks)
- 1951: Unternehmen Seeadler (Operation Pacific)
- 1952: Sturmgeschwader Komet (Flat Top)
- 1952: Paula (Paula)
- 1953: Fort der Rache (Fort Vengeance)
- 1953: Im Tal des Verderbens (War Paint)
- 1954: Pfeile in der Dämmerung (Arrow in the Dust)
- 1955: Wichita
- 1955: Der Speer der Rache (Chief Crazy Horse)
- 1955: Wüstensand (Desert Sands)
- 1957: Tot oder lebendig (Last of the Badmen)
- 1966: Das Steinzeitsyndrom (Women of the Prehistoric Planet)
- 1968: Männer wie Teufel (Mission Batangas) (auch Regie, Produktion)
- 1972: Die Falle im Puma-Gebirge (Trap on Cougar Mountain) (auch Regie, Produktion, Drehbuch)
- 1979: Ein Treck zog weiter (Young and Free) (auch Regie)
- 1982: Wildwasser-Sam (Whitewater Sam) (auch Regie, Produktion, Drehbuch)

### Fernsehen
- 1954–1955: The Hunter (14 Folgen)
- 1955–1956: Großer Adler – Häuptling der Cheyenne (Brave Eagle) (26 Folgen)
- 1958–1959: Northwest Passage (26 Folgen)
- 1960–1961: The Aquanauts (14 Folgen)